# 우드 와이드 웹
우드 와이드 웹(Wood Wide Web, WWW) 또는 균사체망 또는 일반 균근 네트워크(common mycorrhizal networks 또는 CMN)는 개별 식물을 연결하고 물, 탄소, 질소 및 기타 영양소와 미네랄을 상호 전달하는 균근 균류(곰팡이)에 의해 생성된 지표면 지하 균사 네트워크이다.
이러한 네트워크의 형성은 상황에 따라 다르며 토양 비옥도, 자원 가용성, 숙주 또는 마이코 심 비온 유전자형, 교란 및 계절적 변화와 같은 요인에 의해 영향을받을 수 있다.(토양의 질소 농축으로 인해 균사공동체 또는 인간 활동이 질소 순환에 영향을 미침)
인간 공동체에서 월드 와이드 웹(WWW)에 의해 중개되는 많은 역할과 유사하게, 균근 네트워크가 삼림 지대에서 수행하는 것으로 보이는 많은 역할은 구어체 별명인 우드 와이드 웹(Wood Wide Web)을 얻었다..

## 같이 보기
- 공생관계
- 먹이사슬